# Подольшаник
Подольша́ник, также ги́родон жёлтый, гиродон сизова́тый (лат. Gýrodon lívidus), — вид трубчатых шляпочных грибов, относящийся к роду Гиродон (Gyrodon).

## Описание
Плодовые тела шляпко-ножечные, без частного покрывала.
Шляпка 4—10(15) см в диаметре, у молодых грибов выпуклая и несколько клейкая, затем раскрывается до плоской, подсыхает. Окраска шляпки охристо-жёлтая до сероватой, нередко с ржаво-коричневым оттенком.
Ножка 3—7 см высотой и 1—2 см толщиной, цилиндрическая или несколько сужающаяся к основанию, сероватая или ржаво-коричневатая, часто более бледная, чем шляпка, нередко с красноватыми пятнами.
Гименофор трубчатый, нисходящий на ножку, окраска пор ярко-серно-жёлтая, при прикосновении становится зеленовато-синей, затем выцветает до коричневатой.
Мякоть светло-жёлтая, над трубочками в шляпки на воздухе несколько синеющая, в основании ножки ржаво-коричневая, без особого вкуса и запаха.
Споры 4,5—7×3—5 мкм, эллиптически-яйцевидные.
Съедобный гриб.

## Экология и распространение
Редко встречающийся широко распространённый вид, образующий микоризу с ольхой. В ряде стран Европы внесён в Красные книги и охраняется.

## Синонимы
- Boletus chrysenteron var. lividus (Bull.) Mérat, 1821
- Boletus labyrinthicus Fr., 1874
- Boletus lividus Bull., 1791 : Fr., 1821basionym
- Boletus lividus var. alneti Lindgr., 1874
- Boletus sistotrema Fr., 1821
- Boletus sistotremoides Fr., 1815
- Cladomeris sistotrema (Fr.) Bigeard & H.Guill., 1909
- Gyrodon labyrinthicus (Fr.) Mussat, 1901
- Gyrodon sistotrema (Fr.) P.Karst., 1881
- Gyrodon sistotremoides (Fr.) Opat., 1836typus
- Uloporus lividus (Bull.) Quél., 1886
- Uloporus sistotrema (Fr.) Quél., 1896